# Steinbrück (Söhlde)
Steinbrück ist ein Dorf in der Gemeinde Söhlde im Landkreis Hildesheim.
Es liegt an der hier gemeinsam verlaufenden B 1/B 444 am Fluss Fuhse. Mit seinen 100 Einwohnern ist Steinbrück der einwohnerschwächste Ortsteil der Gemeinde.

## Geschichte
Der Ort lag an der östlichen Grenze des Hochstifts Hildesheim zum Herzogtum Braunschweig. Die steinerne Brücke über die Fuhse wurde durch eine nach der Schlacht von Dinklar erbaute Burg gesichert.
Der 1425 erfolgte Besitzerwechsel, zusammen mit der Gerichtsbarkeit, durch das Domkapitel Hildesheim war die Grundlage für das bis ins 19. Jahrhundert bestehende Amt Steinbrück mit Markt- und Stadtrecht.
Herzog Heinrich d. J. von Braunschweig bekam im Jahr 1523 im Quedlinburger Rezess das Gebiet zugesprochen. Sein Sohn Herzog Julius baute 1573 die Burg Steinbrück aus. Unter anderem war der ehemalige Lübecker Bürgermeister Jürgen Wullenwever im 16. Jahrhundert dort eingekerkert. 1643 im Hildesheimer Hauptrezess kam Steinbrück aber wieder zum Hildesheimer Stift zurück, die Bevölkerung blieb bei ihrem Glauben, mehrheitlich evangelisch-lutherisch. Die Burg besteht als Ruine der ehemaligen Wasserburg auch heute noch.
Der Ort blieb lange Zeit Standort einer Wassermühle an der Fuhsebrücke, diese wird heute als Wohnhaus genutzt.
1786 wurde die römisch-katholische Kirche Mariä Himmelfahrt errichtet, seit dem 1. September 2008 gehört sie zur Pfarrgemeinde St. Bernward in Groß Ilsede. Nach dem Zweiten Weltkrieg fanden viele evangelische Ostflüchtlinge und Umsiedler aus dem Raum Salzgitter im Dorf eine neue Heimat. Deshalb wurden in den 1950er Jahren die Reste des Kehrwiederturms, ein früherer Geschützturm der Burg Steinbrück, zu einer evangelisch-lutherischen Kirche ausgebaut. Diese wurde am 3. Advent 1956 von Bischof Johannes Lilje geweiht und bekam den Namen Kehrwiederkirche.
Der Ort gehört seit dem 1. März 1974 zur Gemeinde Söhlde, in deren Wappen die Kehrwiederkirche abgebildet ist.

Die ehemalige Wassermühle an der Fuhse
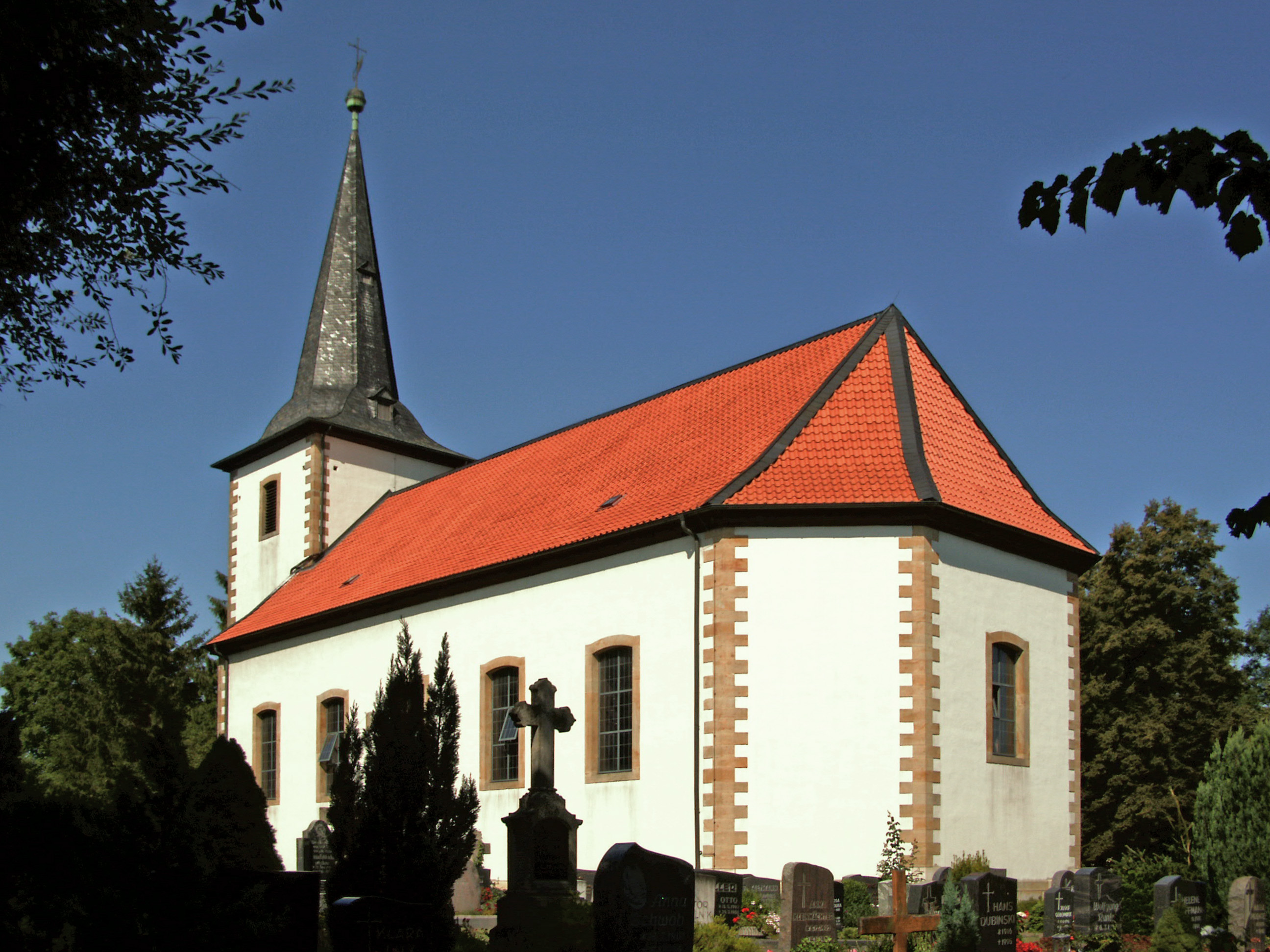
Die katholische Kirche Mariä Himmelfahrt
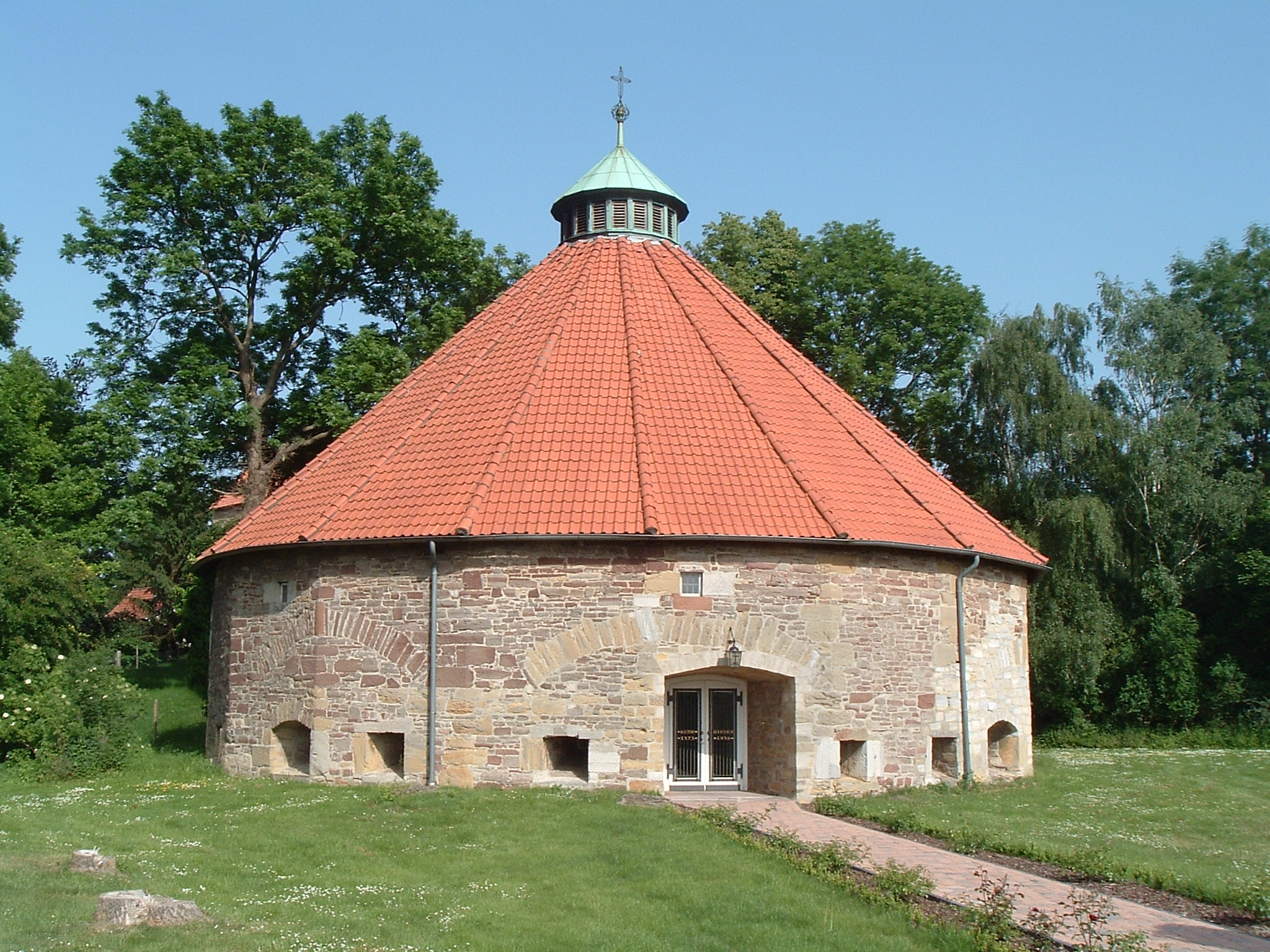
Die Kehrwiederkirche, ein ehemaliger Geschützturm

## Politik

### Ortsrat
Der Ortsrat setzt sich aus fünf Ratsfrauen und Ratsherren zusammen. Nach der Kommunalwahl am 11. September 2016 ergab sich die folgende Sitzverteilung (in Klammern Veränderung zur Wahl 2011):
- Wählergemeinschaft Steinbrück (WGS) 5 Sitze (±0)

### Ortsbürgermeister
Ortsbürgermeister ist Carsten Hüncken (WGS).

### Wappen
| Wappen von Steinbrück | Blasonierung: „In Rot eine zweibogige silberne Steinbrücke über einem blauen Wellenschildfuß.“ |
| Wappen von Steinbrück | Wappenbegründung: Im Jahre 1367 hatte das ungeschützte Bistumsgebiet östlich von Hildesheim den räuberischen Einfall der Scharen des Herzogs Magnus von Braunschweig, des Erzbischofs von Magdeburg und des Bischofs von Halberstadt und verschiedener Grafen zu erdulden. Am 3. September 1367 aber wurden diese Feinde vom Bischof Gerhard glänzend bei Dinklar besiegt. Um ähnlichen Einfällen in diesem Teil des Stiftsgebietes vorzubeugen und entgegentreten zu können, ließ Bischof Gerhard (1365–1398) an der gefährdeten Einbruchstelle, wo ein Damm für die Heerstraße aufgeworfen war und eine steinerne Brücke über die Fuhse führte, eine starke Feste bauen, die von der Brücke den Namen „Steinbrück“ erhielt. Das Wappen berücksichtigt diese geschichtliche Entstehung durch die Aufnahme des Bildes einer Brücke. Der Wellenschildfuß deutet die geografische Lage des Ortes an der Fuhse an. |